# Операция «Байкал»

Ракета Р-5, послужившая основой Р-5М

Операция «Байкал» — первый в мире запуск баллистической ракеты с ядерным боевым зарядом. В качестве ракеты-носителя использовалась ракета Р-5М — специально разработанная для доставки ядерных головных частей (ГЧ) модификация баллистической ракеты Р-5. В качестве ядерного заряда использовалась модификация атомной бомбы РДС-4. Испытание ракетно-ядерного комплекса производилось по инициативе министра обороны СССР Г. К. Жукова. Запуск ракеты Р-5М был произведён в 10:30 МСК 2 февраля 1956 года со стартовой позиции 4-го ГЦП (известен как Капустин Яр). Через 10 мин 30 сек на расстоянии 1190 км от места запуска произошёл атомный взрыв мощностью 300—600 тонн (по другим оценкам — 80 кт)в тротиловом эквиваленте. Это был ядерный взрыв № 25, произведённый СССР. В США этот взрыв получил наименование Joe 20.
21 июня 1956 года, по итогам операции «Байкал», было принято решение об оснащении инженерных бригад РВГК ракетами Р-5М с ядерными боеголовками. Участники, внёсшие наибольший вклад в создание и испытание ракетно-ядерной системы Р-5М, получили высокие государственные награды (включая звание Герой Социалистического труда и Сталинская премия), большая группа участников получила денежные премии и ценные подарки.
В 1990-е годы о проведении операции «Байкал» и ядерном взрыве на границе Приаральских Каракумов и солончаков Шалкартениз стало известно широкой общественности, что привело к дискуссии об экологической обстановке в месте взрыва. Было высказано необоснованное предположение, что мощность взрыва составила 80 килотонн. По запросу Министерства экологии и биоресурсов Республики Казахстан были проведены исследования, которые подтвердили низкую степень радиоактивного заражения в месте взрыва.
Одна из оценок операции «Байкал» гласит:
Это было весьма смелое и рискованное испытание ракетной техники с ядерной компонентой, завершившееся успешно с точным попаданием боезаряда в полигонную цель. Боевой заряд сработал в режиме наземного ядерного взрыва. При этом риск радиационного воздействия был принебрежимо мал.

## Предпосылки

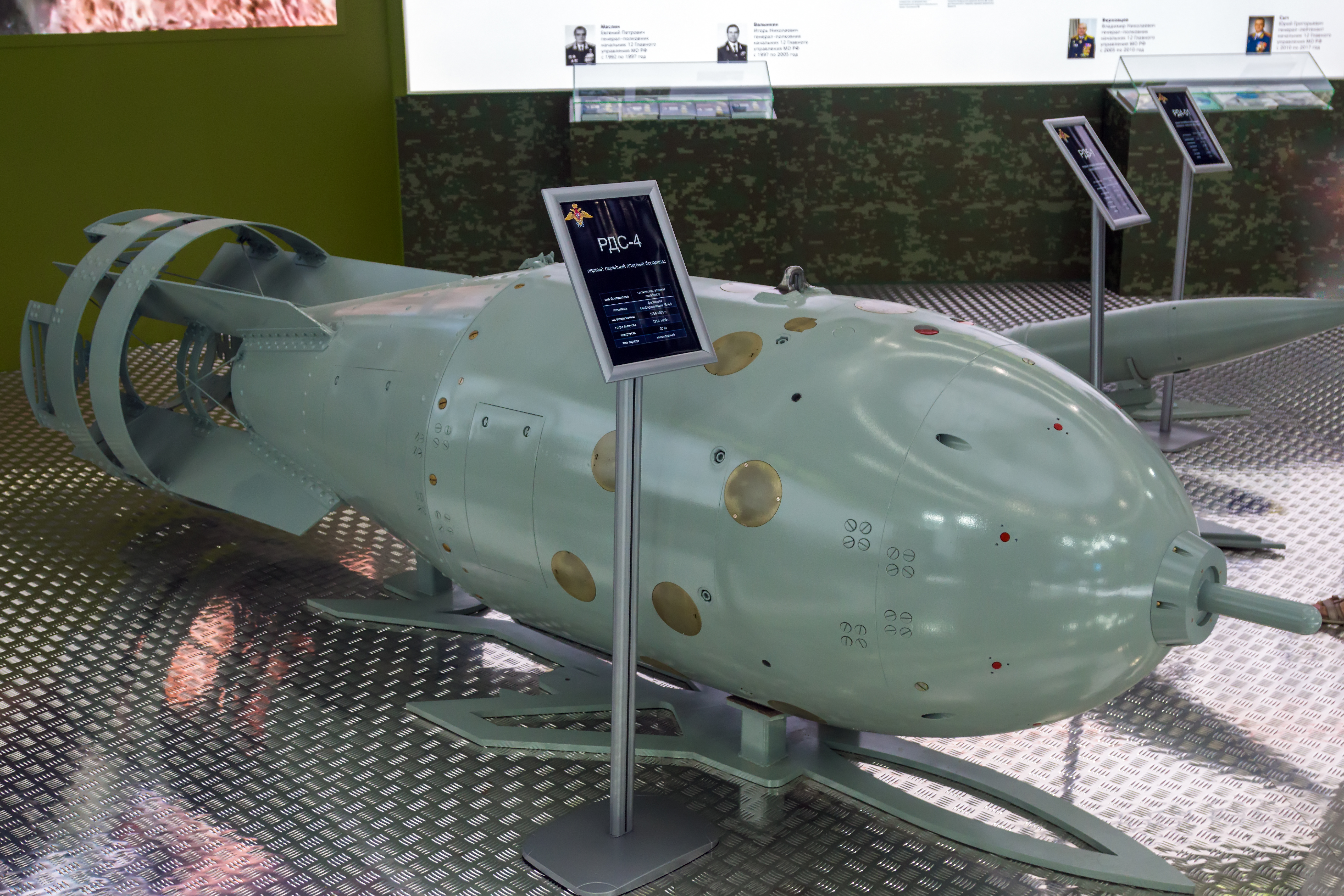
Атомная бомба РДС-4

29 августа 1949 года в СССР был произведён первый атомный взрыв в СССР. Атомная бомба РДС-1 имела массу 4,6 тонны, что резко ограничивало возможность её применения в реальных боевых условиях. Одновременно в СССР шли разработки ракет дальнего действия (баллистических ракет) Р-1 и Р-2, которые могли нести заряд массой 815 и 1350 кг соответственно. При этом, ракеты имели малую кучность и в соответствии с Постановлением Совета Министров СССР № 4731-2048 «О результатах экспериментальных испытаний и дальнейших работах по созданию ракеты Р-2» ракета Р-2 в 1951 году должна была иметь зону попадания 8×4 км при стрельбе на максимальную дистанцию 600 км. Такие показатели точности снижали эффективность ракетного оружия.
23 февраля 1951 года Б. Л. Ванников и А. П. Завенягин обратились к Л. П. Берия с предложением проекта постановления СМ СССР об оснащении самолётов-снарядов, торпед и ракет атомными зарядами. В письме отдельно оговаривалось, что новые разрабатываемые атомные заряды предполагают использование сферического атомного заряда, содержащего плутоний, диаметром 800 мм и массой 530—560 кг, что следует учитывать при разработке новых проектов ракет. 16 ноября того же года Л. П. Берия, Б. Л. Ванников, А. П. Завенягин, И. В. Курчатов, Ю. Б. Харитон и К. И. Щёлкин в докладе И. С. Сталину отмечали, что среди существующих на тот момент ракет не было изделий, способных использовать существующие в СССР атомные заряды. Кроме того, ракеты того времени не обладали необходимыми дальностью и точностью.
В апреле 1953 года разработчики ракет начали испытания ракеты Р-5, которая могла забросить 1000 кг взрывчатки на максимальную дистанцию 1200 км и попасть в прямоугольник 6×5 км. 23 августа 1953 года была испытана атомная бомба РДС-4, которая при массе 1200 кг могла использоваться фронтовой авиацией. Опираясь на достигнутые успехи 25 ноября 1953 года В. А. Малышев, Б. Л. Ванников, М. В. Хруничев и Д. Ф. Устинов обратились в ЦК КПСС с предложением о создании ракеты дальнего действия с атомным зарядом. В соответствии с этим предложением НИИ-88 под руководством С. П. Королёва должно было разработать усовершенствованный вариант ракеты Р-5, а КБ-11 под руководством Ю. Б. Харитона, К. И. Щёлкина и Н. Л. Духова создать головную часть с ядерным зарядом. Другим вариантом исполнения ГЧ предлагалось использовать радиоактивный заряд. Последний вариант привёл к созданию боеголовок с боевой радиоактивной жидкостью по программе «Генератор». Эта программа оказалась тупиковой, и в третьем квартале 1958 года все работы по радиологическому оружию в СССР были прекращены.
17 декабря 1953 года выходит Постановление СМ СССР № 2962-1274сс «О разработке изделий „ДАР“» в котором ставятся задачи и назначаются ответственные исполнители по созданию «ракет с атомным зарядом („ДАР“)» на основе ракеты Р-5 и атомным зарядом типа РДС-4. В пункте № 5 постановления отдельно оговаривалось:
Учитывая что изделия «ДАР» должны изготовляться с атомным зарядом (...), проектирование, изготовление и испытания изделий «ДАР» проводить в порядке, установленном для атомных и водородных бомб, по планам и под контролем Министерства среднего машиностроения.
18 августа 1954 года по Министерству среднего машиностроения СССР был издан приказ № 667cc/on «Об изучении физических явлений при взрыве специзделий», в котором, в числе других, ставилась задача по изготовлению в 1955 году новых видов измерительной аппаратуры, обеспечивающей возможность измерений при испытаниях ракет дальнего действия, несущих атомный заряд.

### Ракета Р-5М
Работы по созданию ракеты Р-5М были определены Постановлением СМ СССР от 10 апреля 1954 года. Ведущим инженером был назначен Д. И. Козлов.
Важным отличием ракеты Р-5М от Р-5 была изменённая головная часть. При разработке ГЧ с обычным зарядом первичными были требования ракетчиков к размеру, форме и динамике полёта. Для ядерной боевой части в первую очередь учитывались требования разработчиков ядерного заряда, которые определяли размеры, условия по температуре и давлению во внутренней части ГЧ и скорость приближения к поверхности. Результатом работ оказался отказ от уже использующейся в Р-5 ГЧ и разработке новой, которая оказалась легче (1300 кг вместо 1425) и короче, что привело к уменьшению общей длины ракеты с 22,12 м до 20,75 м.

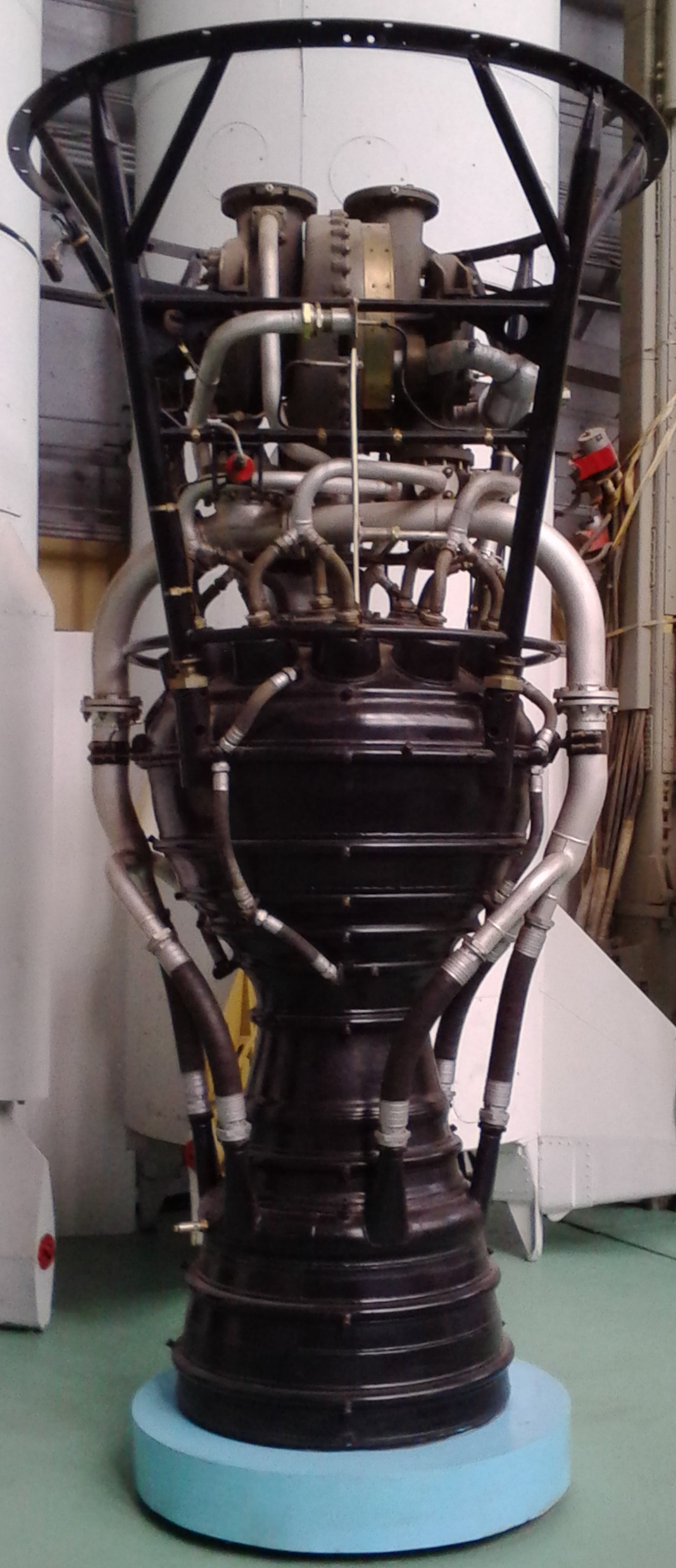
Двигатель РД-103

Однако, несмотря на уменьшение длины ракеты и облегчение ГЧ сама ракета потяжелела (28 610 кг против 28 570), что было вызвано в первую очередь резервированием систем ракеты: основные электрические цепи были дублированы, количество рулевых машинок увеличили с четырёх до шести и т. д. Требования по резервированию были выдвинуты с целью повысить надёжность ракеты, которая должна была нести атомный заряд. Кроме этого, с той же целью были приняты некоторые компоновочные решения: приборы системы управления перенесли из кормового в межбаковый отсек, в кормовом отсеке, рядом с двигателями, оставили только необходимые системы. Сам двигатель (РД-103М) был усовершенствован, что привело к увеличению тяги до 44 тонн на уровне моря и 51 тонны в конце активного участка.
Несмотря на технические улучшения различные специалисты высказывали общие опасения о размещении ядерного заряда на борту ракет. По воспоминаниям Б. Е. Чертока осенью 1953 года во время показа ракетной техники А. Н. Туполев сказал: «Страшное это дело, а если уроните на свою территорию?». Одной из мер по повышению безопасности была разработка системы аварийного подрыва ракеты (АПР), которая должна была прервать полёт по команде с Земли при отклонении ракеты более, чем на 7° от директрисы стрельбы. Во время серии испытательных пусков система АПР сработала в двух случаях, подтвердив свою эффективность. Параллельно системе АПР была разработана и система аварийного выключения двигателя, которая по сигналу системы АПР отключала системы двигателя.
Испытания ракеты Р-5М проводились с 21 января 1955 года на 4-м ГЦП. До июля 1955 года были произведены стрельбы четырнадцатью ракетами. В ходе этих стрельб был выявлен флаттер рулевых поверхностей, который был своевременно устранён. С 9 августа по 19 ноября были проведены пристрелочные запуски, полностью подтвердившие высокую надёжность ракеты.
С 11 января по 6 февраля 1956 года проводились зачётные испытания ракеты Р-5М. Для испытаний завод № 586 изготовил 5 ракет. Для этих ракет было изготовлено 4 ГЧ с имитаторами атомного заряда и одна боевая — с атомным зарядом. 11, 17 и 21 января были успешно произведены запуски ракеты с безъядерной головной частью.

## Операция «Байкал»
Проведение испытания баллистической ракеты, оснащённой головной частью с атомным зарядом, с ядерным взрывом на конечном этапе траектории проводилось по инициативе Министра обороны СССР Г. К. Жукова. Все работы по подготовке и проведению операции «Байкал» проводились специально созданной комиссией, которой руководил П. М. Зернов. В комиссию входили представители разработчиков ядерного заряда, ракеты и Министерства обороны.
Все предварительные запуски ракеты Р-5М проводились под руководством государственной комиссии, которую возглавлял помощник заместителя министра обороны СССР генерал-лейтенант артиллерии П. А. Дегтярев. Членами госкомиссии были генерал-майор А. Г. Мрыкин, генерал-полковник В. И. Вознюк, от КБ-11 Н. А. Петров и А. П. Павлов, от ОКБ-1 Л. А. Воскресенский (зам. С. П. Королева), В. И. Кузнецов (зам. Н. А. Пилюгина) и руководство военных представительств при них.
Состав госкомиссии для запуска в рамках операции «Байкал» был значительно представительнее. Председатель комиссии П. М. Зернов (зам. министра Министерства среднего машиностроения), Е. А. Негин (зам. главного конструктора КБ-11); генерал-лейтенант В. А. Болятко (начальник Семипалатинского полигона), С. П. Королёв (главный конструктор ракетного комплекса), Н. А. Пилюгин (главный конструктор системы управления ракеты), Д. Ф. Устинов (министр оборонной промышленности), маршал артиллерии М. И. Неделин (зам. министра обороны), В. П. Глушко (главный конструктор ракетных двигателей), В. П. Бармин (главный конструктор наземного оборудования ракетного комплекса), М. С. Рязанский (главный конструктор системы радиокоррекции ракеты), генерал-майор Н. П. Егоров (начальник Главного управления комплектации Минсредмаша).
В рамках подготовки проведения операции «Байкал» был проведён большой объём подготовительных работ.
В 1954 году в трёх километрах от стартового комплекса на территории площадки 4Н (новая) был построен специальный объект для работы с атомными ГЧ. Строительство велось на средства Министерства среднего машиностроения. Специальный объект состоял из комплекса зданий огороженных сплошным бетонным забором, а охрану объекта осуществляло подразделение КГБ. Общее руководство по работам с атомной боевой частью и имитаторами осуществлял Е. А. Негин. На территории специального объекта были построены зоны «В-1» (в 500 метрах от жилой территории) и «В-2» (в 1500 метрах) в которых производилась подготовка и настройка ГЧ. Сборочный зал был оборудован 5-тонным мостовым краном с ручным приводом для всех операций. В зале находился сборочный стенд для монтажа систем ГЧ и отдельные помещения для работы с отдельными узлами атомного заряда. В сборочный зал могла заезжать стыковочная изотермическая машина, которая обеспечивала транспортировку снаряжённой головной части на стартовый комплекс и стыковку с ракетой Р-5М. Так же были построены сооружения с земляной обваловкой — хранилища зарядов. Во время предварительных запусков с имитаторами ядерного заряда плита-имитатор доставлялась в здание «В-1» для дешифровки данных. Бригадой специалистов на специальном объекте руководил начальник научно-конструкторского отдела КБ-11 А. П. Павлов. Привезённая плита-имитатор очищалась от загрязнений, промывалась спиртом и смазывалась оружейным маслом, затем проводился анализ следов срабатывания капсюлей-детонаторов. Работа специалистов ядерщиков на специальном объекте началась в 1955 году.
Для проживания специалистов, обеспечивающих работу с атомным зарядом на площадке 4Н была построена жилая зона, включавшая в том числе две гостиницы: № 1 «Люкс» (двухкомнатные номера, столовая и кинозал) и № 2 с номерами на три-четыре человека.

### Ядерный заряд

Иллюстрация действия имплозивной схемы, использовавшейся в боеголовке ракеты Р-5М

В центральной части ГЧ размещался атомный заряд, выполненный по имплозивной схеме. Шарообразная центральная часть размером с баскетбольный мяч была выполнена из урана-238. Вокруг располагалась сфера из 32 пяти- и шестигранных элементов, изготовленных из смеси тротила и гексогена. З2 капсюля-детонатора были установлены в розетки, на которые подавался ток с напряжением 15-20 кВ. На равномерность срабатывания капсюлей-детонаторов был установлен допуск в несколько миллионных долей секунды. После инициации детонаторов сферическая ударная волна превращала внутреннюю сферическую оболочку урана-238 в «поршень», который равномерно обжимал слой находившегося внутри урана-235 и плутония-239, что переводило их из надкритического в закритическое состояние. В момент схлопывания уранового ядра в действие вступал находящийся в центре сферы нейтронный запал, благодаря которому происходила инициализация многократных цепных реакций. Всё это приводило к ядерному взрыву.
Инициацию атомного заряда изначально планировалось производить с помощью радиодатчика-высотомера «Вибратор», который должен был срабатывать при достижении определённой высоты над поверхностью. Однако конструкторское бюро, разрабатывавшее этот датчик, не успело решить проблему прохождения радиосигнала через зону плазмы, образовывающуюся вокруг ГЧ при входе в атмосферу. В результате 20-килограммовый радиодатчик-высотомер не был установлен, а для сохранения центровки ГЧ на его место были смонтированы четыре металлических диска соответствующего веса. В ходе испытаний инициация ядерного заряда производилась контактным и инерционным датчиками, которые по проекту формировали резервную систему инициации заряда при столкновении с землёй.
Защиту атомного заряда от случайного срабатывания обеспечивали два датчика, включённые в цепь электропитания. Первый, барометрический, замыкал цепь при достижении минимального уровня давления на высшей точке траектории. Второй, инерционный, датчик срабатывал при входе в плотные слои атмосферы при достижении определённого уровня перегрузок. Только после срабатывания обоих датчиков формировалась цепь, которая позволяла подавать напряжение на капсюли-детонаторы.
При работе с ядерным зарядом, его транспортировке и пребывании на ракете требовалось поддерживать постоянную температуру всей конструкции. Неконтролируемое колебание температуры сферического ядра массой около 100 кг могло привести к появлению микротрещин, которые нарушали равномерность обжатия ядра при подрыве оболочки. Стабильность температурных условий на территории специального объекта обеспечивалась климатической системой. Для поддержания стабильной температуры ядра при транспортировке использовалась термостабильная стыковочная машина, которая имела в своём составе установки нагрева и охлаждения.
С целью обеспечения радиационной безопасности в соответствии с решением Правительства СССР в испытаниях был использован атомный заряд пониженной мощности в тротиловом эквиваленте.

### Головная часть
При разработке ГЧ для ядерного снаряжения учитывались требования разработчиков атомного заряда: заданные стабильные параметры температуры и давления во внутреннем объёме головной части. Это определялось свойствами взрывчатого вещества, использовавшегося для обжима — равномерность обжима зависила от температуры каждого из сегментов и наличия микротрещин, возникающих в результате колебаний температуры и давления. Для достижения заданных парметров использовался ряд технических решений, которые отрабатывались при запусках ракет в предыдущие годы. При входе в плотные слои атмосферы головная часть могла нагреваться до температуры 3000 °C. Чтобы выдержать такую температуру и не разрушиться, верхняя часть конуса головной части изготавливалась из графита, а вершина конуса из карбида кремния. Корпус ГЧ покрывался теплостойким минеральным покрытием ТМП-3 толщиной 10-15 мм.
Стабилизация головной части на пассивном участке траектории обеспечивалась юбкой-стабилизатором. Юбка увеличивала длину ГЧ до 3600 мм и диаметр до 1620 мм, при этом образовывала ничем не заполненный пустой отсек. Это приводило к смещению аэродинамического давления за центр тяжести ГЧ и её стабилизации при движении в плотных слоях атмосферы.
За подготовку головной части на старте отвечал представитель Министерства обороны генерал-лейтенант А. А. Осин.

### Целевой район — зона атомного взрыва
В качестве целевого района, в котором должен был произойти ядерный взрыв, была выбрана территория примерно в 150 км северо-восточнее Аральска в пустынном районе Аральских Каракумов и солончаков Шалкартениз. В выбранном районе находились боевые поля войск противовоздушной обороны. Этот район был хорошо знаком ракетчикам: он использовался с 1955 года в качестве зоны падения головных частей при испытании ракет Р-5 и Р-5М и в нём была развёрнута 14-я отдельная испытательная станция (ОИС) в/ч 41167, входившая в состав 4-го ГЦП. В июле 1955 года в этом районе были размещены фототеодолиты С6а для фототеодолитных измерений на конечным этапе полёта ГЧ.
В центре целевого района был размещён геодезический знак, который определял точку прицеливания ракетчиков. «Квадрат падения», который представлял собой прямоугольник 8×12 км, был оборудован автономными датчиками, а на дистанции 12 км от предполагаемой точки падения (ожидаемого эпицентра взрыва) была построена вышка, на которой установили кинокамеры, управляемые дистанционно. Кроме автоматических кинокамер, были организованы съёмки операторами, которые располагались на значительном удалении от точки прицеливания — в районе центрального пункта управления автоматикой.
Кроме целевого района был подготовлен исходный район — район размещения групп обеспечения испытаний в районе цели. В исходном районе, расположенном в 10 километрах от геодезического знака, был размещён подвижный радиолокатор для обнаружения головной части на нисходящем участке траектории. Также был развёрнут комплект радиостанций, обеспечивавших связь со стартовой площадкой 4-го ГЦП. В исходном районе размещались несколько танков, которые должны были провести радиационную разведку местности после взрыва, и автомобильная техника для перемещения групп разведки и обслуживания аппаратуры. Для проведения воздушной разведки и обеспечения поисковых работ организаторам испытаний была выделена авиационная группа в составе вертолётов Ми-4, самолётов Як-12 и Ли-2. Часть самолётов оборудовалась приборами для забора проб воздуха из зоны поражения, часть оборудовалась киноаппаратурой. На территории исходного района был оборудован пункт дезактивации и специальной обработки техники и личного состава. Личный состав размещался в казарме, а для офицеров ОИС были построены два финских домика. На время проведения операции «Байкал» ОИС возглавил начальник 6-го Управления Министерства обороны Г. И. Бенецкий.
Для измерений по трассе полёта ракеты Р-5М использовался измерительный комплекс подготовленный в 1955 году для испытаний ракеты Р-5. Комплекс состоял из пяти кинотеодолитных станций расположенных по директрисе стрельбы и телеметрических станций системы СТК-1 (в районе старта, Новой Казанки, Маката) и станции внешнетраекторных измерений.

### Запуск ракеты

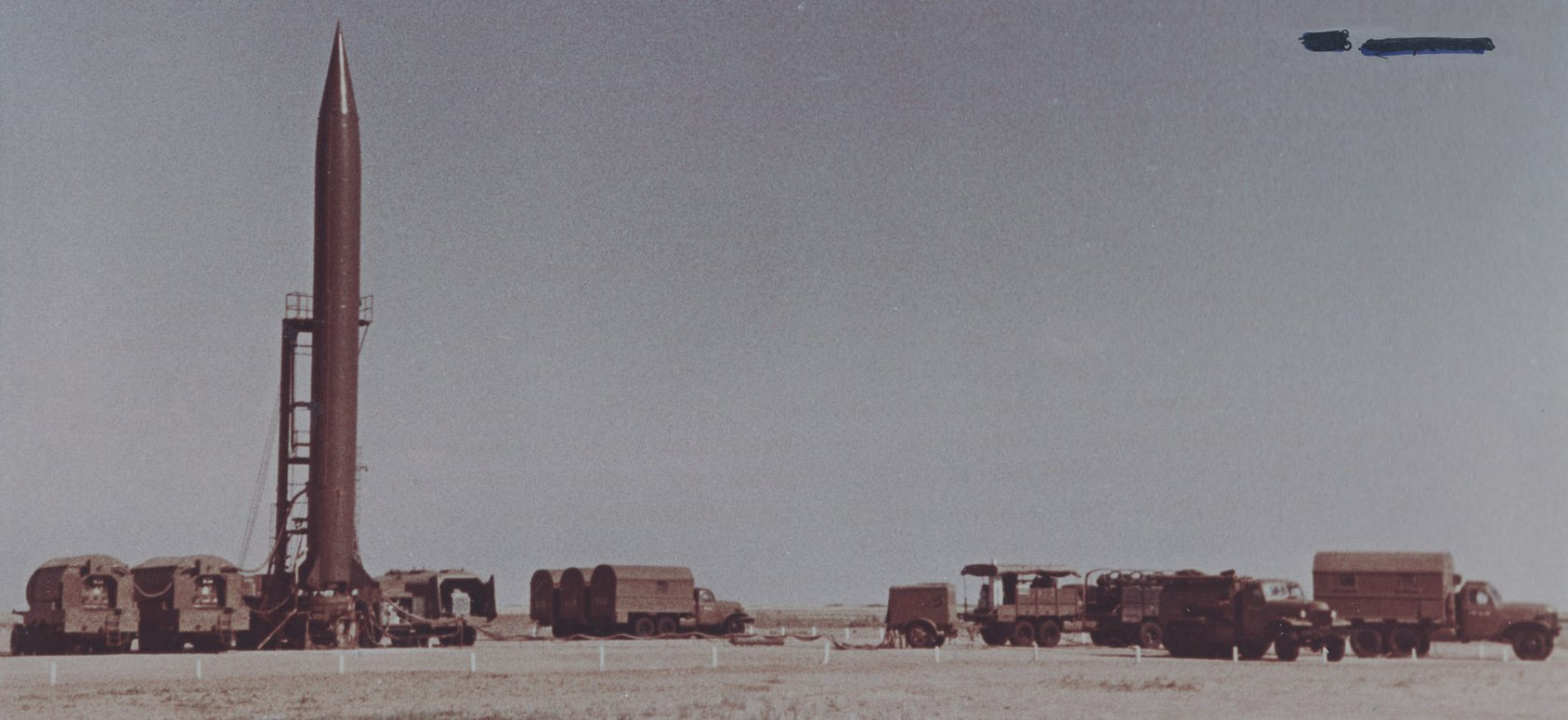
Подготовка к запуску ракеты Р-5М, аналог, использовавшейся в операции «Байкал»

Запуск ракеты Р-5М со специальной ГЧ был произведён 2 февраля 1956 года с площадки 4Н. Площадка 4Н находилась на расстоянии более 50 км от площадки 10 (с 1962 года город Знаменск), где проживал офицерский личный состав и располагались основные склады 4-го ГЦП. Стартовый комплекс состоял из двух стартовых позиций: 4-я левая и 4-я правая. Запуск 2 февраля был произведён со стартовой позиции 4Н левая. Стартовые позиции находились на расстоянии 5—7 километров от железнодорожной станции 4Н, куда прибывали железнодорожные составы с техникой и оборудованием. Дальнейшая транспортировка грузов в районе площадки 4Н производилась колёсным и гусеничным транспортом. Во время подготовки ракет к запускам офицеры и гражданские специалисты стартового комплекса проживали в общежитиях на площадке 4Н в комнатах с двухъярусными койками по 4-6 человек.
В период подготовки запуска ракеты Р-5М в рамках операции «Байкал» в районе стартового комплекса стояла морозная и снежная погода. Личный состав, готовивший ракету к запуску, был одет в тёплую одежду: офицеры в меховых брюках, меховой куртке и валенках или унтах; солдаты в ватных брюках, ватных фуфайках, валенках и зимних перчатках.
За несколько дней до 2 февраля ракета вывозилась на стартовую площадку и проходила цикл подготовки к старту, но председатель комиссии П. М. Зернов приказал остановить подготовку: в целевом районе была плохая погода, которая не позволяла наблюдать атомный взрыв.
Во время подготовки ракеты на стартовой позиции произошло чрезвычайное происшествие: по электрическим кабелям, находившимся на бетонной площадке стартовой позиции, проехал тягач АТ-Т и порвал один из них. На складе площадки 4Н запасного кабеля не оказалось и его пришлось доставлять со склада на площадке 10. Замена кабеля и проверка восстановленных электрических цепей была произведена за ночь, и утром 2 февраля члену госкомиссии А. Г. Мрыкину было доложено о готовности к запуску.
Перед запуском на специальной термостабилизированной машине была доставлена головная часть с атомным зарядом. Перед стыковкой ГЧ с ракетой, со стартовой позиции были удалены все, не имевшие отношения к стыковке. На расстоянии 5—7 метров от стартового стола было выставлено охранение. Стыковку проводил личный состав электроогневого отделения под руководством И. И. Кокарева. Для уменьшения времени стыковки офицеры сняли перчатки, которые мешали проводить замыкание штепсельных соединений и их контровку проволокой. В условиях сильного мороза участники стыковки обморозили подушечки пальцев, которые соприкасались с металлическим поверхностями и контровочной проволокой.
На пристыкованную ГЧ был одет термоизолирующий чехол, который должен был защитить начинку головной части от переохлаждения. В соответствии с процедурой непосредственно перед запуском термочехол должен сниматься. Однако при попытке сдёрнуть чехол он остался на ГЧ. Пришлось остановить стартовый отсчёт, подогнать автовышку и снимать термочехол с головной части, после чего стартовый отсчёт был возобновлён.
В соответствии с циклограммой запуска, за час до старта на кинотеодолитный пост отправился расчёт системы АПР. Кодовое слово на этот старт было «Айвенго». В случае отклонения ракеты более чем на 7° Р. Ф. Аппазов должен был произнести «Айвенго», телефонист поста должен был передать кодовое слово на командный пункт площадки 4Н, где Л. А. Воскресенский должен был нажать кнопку аварийного подрыва ракеты. Кодовое слово расчёту сообщил С. П. Королёв перед убытием на пост.
Запуск ракеты Р-5М произошёл в 10:30 МСК. После отделения от стартового стола ракета начала совершать колебания влево-вправо при движении вдоль директрисы, которые укладывались в допустимые нормы. Через 120 секунд двигатель прекратил свою работу и далее она продолжала своё движение по баллистической траектории. После отключения двигателя Р. Ф. Алпазов вместе с телеметристами приехал на командный пункт и доложил С. П. Королёву о наблюдавшихся параметрах движения ракеты. С. П. Королёв проявил особую озабоченность об отклонении ракеты от заданной траектории. Р. Ф. Алпазов успокоил его сообщив, что по данным телеметристов и визуальным наблюдениям на посту АПР двигатель отработал полную программу и отключился по приказу бортового интегратора. Впоследствии выяснилось, что головная часть достигла земли близко от левого дальнего конца эллипса рассеивания, но в пределах нормы.
Через 10 минут 30 секунд головная часть достигла поверхности Земли и произошёл ядерный взрыв. Факт взрыва был зарегистрирован приборами, контролирующими ионизацию атмосферы, которые были расположены на территории 4-го ГЦП. Через некоторое время на стартовый комплекс пришло сообщение «Наблюдаю „Байкал“» — кодовая фраза подтверждающая успешный ядерный взрыв, произошедший в квадрате падения.

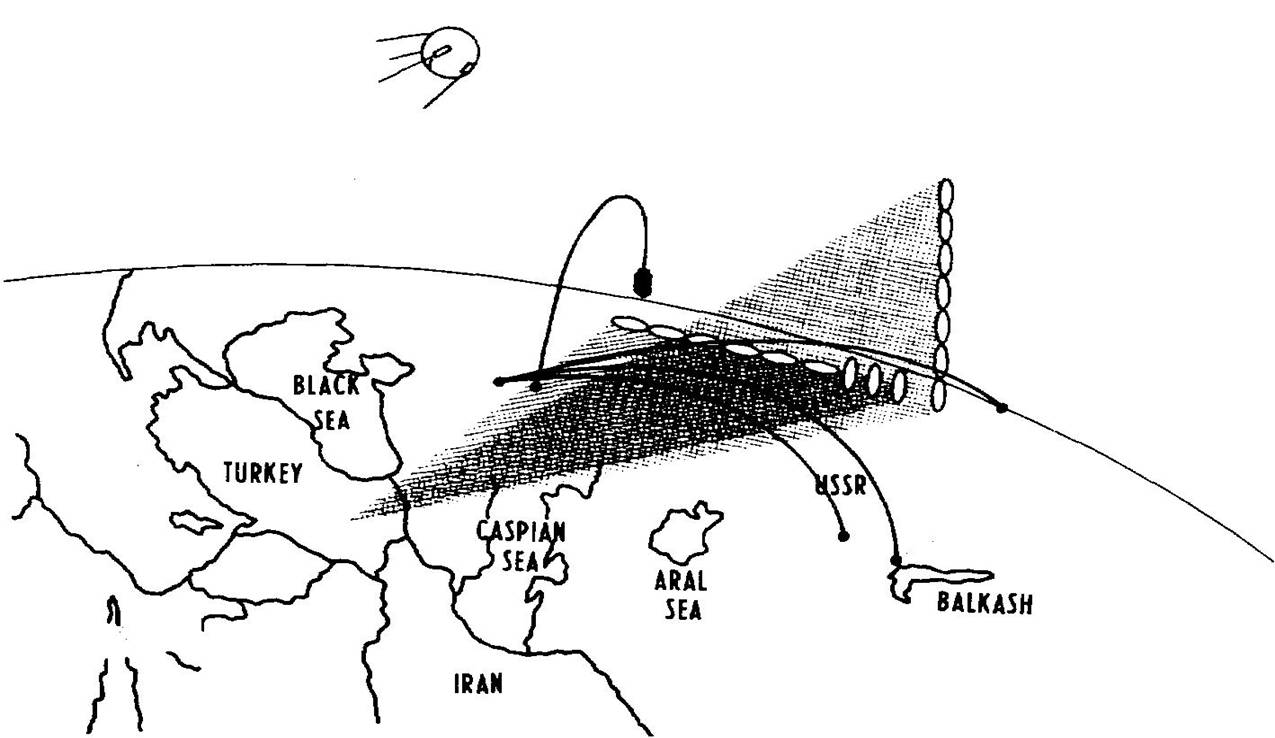
Зона обнаружения радара AN/FPS-17

Установленная в Турции радио-локационная станция дальнего обнаружения AN/FPS-17 (секретный объект США на территории Турции, «объект IX», расположенный на авиабазе авиабазе Пиринчлик в районе города Диярбакыр) зафиксировала запуск ракеты, однако он не был сопоставлен с ядерным взрывом северо-восточнее Аральского моря.

### Ядерный взрыв
Накануне и в день проведения операции «Байкал» на территории квадрата падения была морозная погода (до −30°С), а в утро дня запуска стоял плотный туман, который мешал оптической регистрации ядерного взрыва с расстояния нескольких километров, на котором были размещены приборы фиксации взрыва и определения его мощности экспресс-методом. На поверхности лежал снег местами толщиной до 2-х метров. К моменту проведения операции «Байкал» все дороги в целевом районе были полностью засыпаны снегом и передвижение по снежной целине было возможно только на танках, приданных 14-й ОИС. Было принято решение отправить на границу квадрата падения группу под руководством С. А. Зеленцова с аппаратурой (кинокамеры, аккумуляторы, радиостанция). Для передвижения по глубокому снегу использовался танк Т-34, который с трудом добрался до заданного района. Непосредственно перед запуском ракеты туман поднялся, и квадрат падения стал доступен для наблюдения. А. А. Осин, руководивший работой группы Зеленцова по радио, подтвердил запуск ракеты и сообщил, что при запуске она отклонилась от директрисы стрельбы влево, в сторону группы Зеленцова. Зеленцов по секундомеру включил аппаратуру регистрации взрыва за 30 секунд до предполагаемого события. Взрыв произошёл в расчётное время, и С. А. Зеленцов доложил А. А. Осину о нём. Через некоторое время с группой Зеленцова связался Г. И. Бенецкий и сообщил, что в исходном районе рассеялся туман и через полтора-два часа прилетит вертолёт. Прилетело два вертолёта: один забрал С. А Зеленцова и регистрирующую аппаратуру. Вертолёт доставил Зеленцова и аппаратуру на аэродром Аральска, далее на самолёте они перелетели на 71-й испытательный полигон ВВС в Багерово (Крым). В лаборатории 71-го полигона плёнки были проявлены и сделаны цветные снимки по которым Зеленцов определил мощность взрыва. С. А. Зеленцов с результатами был доставлен в Москву в 6-е Управление Министерства обороны, где он участвовал в подготовке фотоальбома и доклада в ЦК КПСС.
После взрыва была проведена разведка радиационной обстановки. Разведку с вертолёта проводили С. Г. Гусаченко и И. А. Хилько, разведку на поверхности проводил начальник поисковой группы ОИС В. Г. Ревизор.
6 февраля 1956 года в докладной записке В. М. Рябикова, Д. Ф. Устинова, М. И. Неделина, C. M. Владимирского, С. И. Ветошкина, С. П. Королева, Е. А. Негина Президиуму ЦК КПСС о проведении испытания ракеты P-5M с атомным зарядом была озвучена мощность ядерного взрыва: 300—600 тонн в тротиловом эквиваленте.

## Итоги
После успешного проведения операции «Байкал» был снят документальный фильм «Зачётные испытания дальнобойной ракеты Р-5М с атомным зарядом». По воспоминаниям В. Д. Кукушкина режиссёром фильма был А. М. Згуриди. Часть съёмок проводилось на ГЦП-4 с использованием макетов головных частей. Для съёмок воспроизводились отдельные процедуры связанные с подготовкой атомной ГЧ, стыковкой с ракетой и подготовка ракеты к запуску. Эпизоды, связанные с атомным взрывом, монтировались из заранее подготовленных кадров, относящихся к другим испытаниям. Фильм был показан участникам XX съезда КПСС.
21 июня 1956 года ракета Р-5М была принята на вооружение. Серийное производство ракеты было организовано на заводе № 586 Министерства оборонной промышленности. В 1956 году было выпущено 40 ракет, а в дальнейшем завод смог довести производство до двухсот ракет в год. В 1959 году, выпустив последнюю партию из 25 ракет, завод остановил производство Р-5М.
За создание нового ракетного комплекса С. П. Королёв, В. П. Мишин, В. П. Глушко, В. П. Бармин, М. С. Рязанский, Н. А. Пилюгин, В. И. Кузнецов, Ю. Б. Харитон, Я. Б. Зельдович, А. Д. Сахаров, М. В. Келдыш были удостоены звания Героя Социалистического Труда. Все предприятия и организации имевшие непосредственное отношение к разработке ракетно-ядерного комплекса получили государственные награды. Однако распределение наград было не равномерным. К примеру, из сотрудников НИИ-88 (головное предприятие по разработке ракеты) 343 человека получили ордена и медали (в том числе 20 человек были награждены орденом Ленина), а из ОКБ-456 (разработчик двигателя) только два человека (по одному от КБ и от завода) были награждены орденом Ленина.
Ракеты для стрельбы ГЧ с атомными зарядами стояли на вооружении инженерных бригад Резерва Верховного Главного Командования (РВГК). Каждая бригада состояла из трёх дивизионов, каждый из которых располагал двумя пусковыми установками. Изначально предполагалось вооружить этими ракетами большую часть инженерных бригад, но с появлением ракеты Р-12 планы были изменены, и всего в войска поступило 48 стартовых комплексов Р-5М.
Успех операции «Байкал» произвёл сильное впечатление на Н. С. Хрущёва: «После февральских испытаний Р-5 он получил в руки дубинку, которой можно в случае надобности пригрозить несговорчивому европейскому собеседнику. Не употребить, а именно пригрозить.»

Ракета Р-5М во время парада 1964 года

На военном параде, посвящённом 40-летию Великой Октябрьской революции, прошедшем 7 ноября 1957 года, ракета Р-5М была впервые показана широкой общественности: по Красной площади на транспортных лафетах были провезены учебные ракеты.
6 октября 1961 ракета Р-5М участвовала в операции «Гром» — с её помощью был произведён высотный ядерный взрыв. При проведении высотных ядерных испытаний К-3, К-4, К-5, прошедших в 1962 году, использовались геофизические ракеты, созданные на основе Р-5М.
В 1966 году ракеты-носители ядерного боеприпаса Р-5М были сняты с вооружения, а в 1969 году полностью уничтожены.
С 1992 года в Музее ядерного оружия РФЯЦ-ВНИИЭФ экспонируется корпус первой ядерной головной части для баллистической ракеты Р-5М, аналог использовавшейся в операции «Байкал».

### Радиационная обстановка на месте взрыва
Первая информация об операции «Байкал» появилась в открытых источниках в сентябре 1994 года во время презентации первой экспертной версии Каталога ядерных испытаний СССР, прошедшей на 2-м международном семинаре по проекту «РАДТЕСТ» в Барнауле (доклад А. М. Матущенко). После семинара Министерство экологии и биоресурсов Республики Казахстан подняло вопрос об экологических последствиях ядерного взрыва, произошедшего 2 февраля 1956 года. В докладе на конференции по ядерному нераспространению, состоявшейся в 1998 году в городе Курчатов, сделанном представителями Минатома России (А. М. Матущенко), ГНЦ «Институт биофизики Министерства здравоохранения России» (В. А. Логачёв) и Институт глобального климата и экологии Госкомгидромета и РАН (Г. А. Красилов), были представлены расчётные параметры ядерного взрыва, радиоактивного следа и оценка возможных доз облучения.
При оценке масштабов и степени радиоактивного загрязнения местности использовались усреднённые метеорологические показатели этого региона (средняя скорость ветра 24 км/ч). Также учитывалась мощность ядерного взрыва (0,3 кт) и расстояние от центра взрыва по оси локального радиоактивного следа. Расчёты показали, что при наземном ядерном взрыве в мягком грунте (песок относится к таким типам грунта) диаметр воронки от взрыва мог доходить до 20 м, а глубина до 6—8 м. Верхняя кромка радиоактивного облака могла достичь высоты до 3500 метров при диаметре до 400—500 метров. Радиоактивный след из продуктов ядерного взрыва формировался при движении облака под действием ветра. Расчёт с использованием методов математического моделирования выдал следующие результаты:
| Дистанция                | 1 км  | 2 км | 5 км | 10 км | 20 км | 50 км |
| ------------------------ | ----- | ---- | ---- | ----- | ----- | ----- |
| МЭД после взрыва (Р/ч)   | 30000 | 950  | 90   | 10    | 1,3   | 0,03  |
| МЭД через 10 часов (Р/ч) | 5     | 3    | 1    | 0,2   | 0,06  | 0,005 |

Авторы доклада говорили о «небольших размерах образовавшегося в песчаной пустыне радиоактивного следа». По нормам санитарно-гигиенических нормативов, действовавших на момент произведённого атомного взрыва, допустимая доза облучения составляла величиной 15 Р в год, что ограничивает опасную зону на территории радиоактивного следа в 12-15 км. Наличие радиоактивного загрязнения поверхности радиоактивного следа определяется подвижностью песков, которые значительно сократили период его существования. Приведённые расчёты позволили предположить, что «с учётом радиоактивного распада продуктов взрыва и переноса песка длительность существования обнаружимого следа не могла превысить одного года». Авторы доклада пришли к выводу, что «все экспедиции в этот район для каких-либо исследований радиационных последствий данного взрыва были бы абсолютно безрезультатными».
В 1999 году С. В. Кричевский и А. В. Яблоков в книге «Экологическая опасность космической деятельности» высказали предположение, что мощность взрыва в операции «Байкал» составила 80 кт, что привело к значительному радиоактивному загрязнению. Это утверждение было опровергнуто в 2001 году А. С. Айдиным, который во время этого испытания был начальником радиационного дозора и действовал непосредственно в районе эпицентра взрыва и на прилегающей территории. В результате он получил суммарную дозу облучения 18 рентген, что совпадает с расчётными параметрами мощности взрыва и радиоактивного загрязнения.